# Von Otterøya
Von Otterøya est une petite île du Svalbard située dans le détroit d'Hinlopen. Elle fait partie de l'archipel des Vaigattøyane. Elle est en superficie la deuxième île de l'archipel.
Le point culminant de l'île (76 m) n'est pas nommé.
L'île est ainsi nommée en l'honneur de Fredrik von Otter, homme politique suédois et officier de marine qui a participé à une expédition au Svalbard en 1868.